# Natalia Avelon
Natalia Avelon, nata Siwek (Breslavia, 29 marzo 1980), è un'attrice e cantante tedesca di origine polacca.

## Biografia
Avelon è nata Natalia Siwek il 29 marzo 1980 a Breslavia (Wrocław), in Polonia. Quando aveva otto anni, si trasferisce in Germania con i suoi genitori, precisamente a Ettlingen nel distretto di Schöllbronn. Lì impara la lingua tedesca. Consegue il diploma di scuola superiore nel 2000 presso l'Albertus-Magnus-Gymnasium. Da adolescente scopre la sua passione per il cinema e, dopo aver lavorato come modella, studia teatro a Monaco. Avelon inizia la carriera di attrice nel 1998 con alcuni spot commerciali prima di poter acquisire la sua prima esperienza nel mondo del cinema attraverso la partecipazione alla soap opera Verbotene Liebe. Seguono altri ruoli cinematografici, comprese parti in film per la televisione e nel prologo della versione "extra-large" del film Der Schuh des Manitu del 2002.
Il primo ruolo da protagonista è quello della celebre modella degli anni Sessanta, Uschi Obermaier, nel film Das wilde Leben di Achim Bornhak del 2007; per questo film ha registrato una nuova versione della hit Summer Wine di Lee Hazlewood e Nancy Sinatra con Ville Valo, il cantante degli HIM; il singolo è stato pubblicato il 26 gennaio 2007 e ha raggiunto il numero due nelle classifiche tedesche a marzo. Nel 2017 ha pubblicato il suo album di debutto, Love Kills.
Natalia Avelon è anche membro del SWR3 LiveLyrix-Ensembles. Nel settembre 2021, una serie di foto è apparsa sull'edizione tedesca della rivista Playboy. Nel 2022 ha preso parte alla sesta stagione del programma televisivo Das große Backen (edizione celebrità) e si è classificata al quarto posto.
Nella stagione 2023/24, Avelon reciterà nella commedia Weinprobe für Anfänger di Ivan Calbérac al Theater am Dom di Colonia.

## Filmografia parziale
- Der Schuh des Manitu, regia di Michael Herbig (2001)
- Der weiße Hirsch, regia di Annekathrin Wetzel (2002) - cortometraggio
- Das wilde Leben, regia di Achim Bornhak (2007)
- Far Cry, regia di Uwe Boll (2008)
- 80 Minutes, regia di Thomas Jahn (2008)
- Gegengerade, regia di Tarek Ehlail (2011)
- Wunderkinder, regia di Marcus O. Rosenmüller (2011)
- Alles inklusive, regia di Doris Dörrie (2014)
- Spielmacher, regia di  	Timon Modersohn (2018)
- Es ist zu deinem Besten, regia di Marc Rothemund (2020)

## Doppiatrici italiane
- Perla Liberatori in Far Cry

## Discografia

### Album
- 2017: Love Kills

### Singoli
- 2007: Summer Wine (Ville Valo & Natalia Avelon)
- 2013: Unvergessene Zeit (Down Below feat. Natalia Avelon)
- 2017: Blind Belief[7]